# Der Kamishibai-Mann

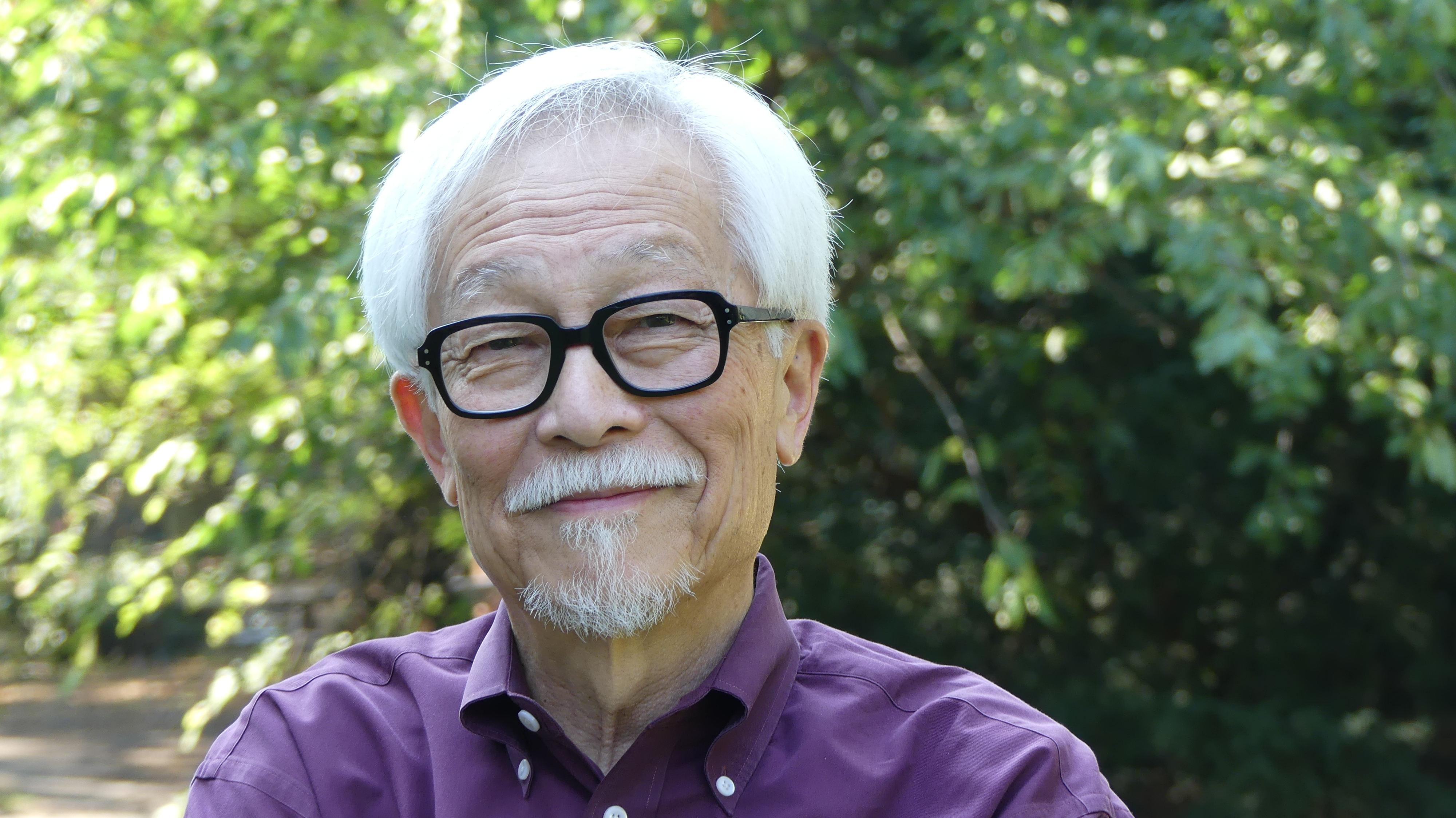
Allen Say (2006 beim Kinder- und Jugendprogramm des 16. Internationalen Literaturfestivals Berlin)

Der Kamishibai-Mann (Originaltitel: Kamishibai Man) ist ein Bilderbuch des japanisch-amerikanischen Schriftstellers, Illustrators und Fotografen Allen Say. Say erzählt die Geschichte eines Kamishibai-Mannes, der sein Handwerk aufgeben musste, da sich niemand mehr für seine Geschichten interessierte. Nach einiger Zeit interessieren sich Kinder wieder für sein Handwerk und er setzt das Kamishibai fort. Das Buch thematisiert neben der spezifisch japanischen Kulturtradition des Kamishibai auch verschiedene Entwicklungen des Landes, die mit dieser Unterhaltungsform verknüpft sind.
Der Kamishibai-Mann wurde am 25. Oktober 2005 beim amerikanischen Verlag Houghton Mifflin Harcourt in amerikanischer Sprache veröffentlicht und hat einen Umfang von 32 Seiten. Die deutsche Übersetzung erschien am 1. März 2015 bei der Edition Bracklo und hat einen Umfang von 40 Seiten. Gabriela Bracklo übersetzte den Text ins Deutsche. Das Buch wurde neben den USA und Deutschland unter anderem auch in Japan und China publiziert. Es ist das 24. Buch von Say.
Im Feuilleton wurde das Buch unter anderem als „fascinating window on a bygone art form“ (Kirkus Review, 15. Oktober 2005) gelobt. Publishers Weekly resümierte: “His artistry and power of invention are as strong as ever, and so will be his readers’ enthusiasm.” 22. August 2005.

## Handlung
Jiichan (japanisch für Großvater) lebt mit seiner Frau Baachan (japanisch für Großmutter) in einem kleinen Haus am Rande der Stadt. Eines Tages beschließt Jiichan, seiner früheren Tätigkeit als Kamishibai-Mann nachzugehen. Kamishibai bedeutet übersetzt „Papiertheater“. Die Kamishibai-Männer fuhren während der japanischen Vorkriegszeit mit ihrem Fahrrad und einem auf dem Gepäckträger montierten hölzernen Kasten an verschiedene Orte, um den Kindern Geschichten zu erzählen. Dabei steckten sie verschiedene Bildkarten in den Kasten, um den Inhalt ihrer Geschichte zu untermalen. In dem Kasten befanden sich Schubladen für verschiedene selbst gemachte Süßigkeiten. Die Kinder kauften die Leckereien und der Kamishibai-Mann erzählte ihnen seine Geschichten. Eigentlich handelte es sich dabei um eine unendliche Erzählung, die immer dann unterbrochen wurde, wenn es gerade am spannendsten war, und die Kinder mussten warten, bis der Kamishibai-Mann wiederkehrte, um die Geschichte fortzusetzen.
In Says Buch schnallt sich Jiichan seinen alten Kamishibai-Kasten mit den von Baachan zubereiteten Süßigkeiten auf den Gepäckträger seines Fahrrads und fährt den Hügel hinab in die Stadt. Doch dort hat sich vieles verändert. Hohe Häuser wurden gebaut, Bäume gefällt, und die rüpelhaften Autofahrer erschrecken den alten Mann. Als Jiichan endlich einen freien Platz findet, packt er seinen Kamishibai-Kasten aus und beginnt seine eigene Geschichte zu erzählen, und während Jiichan davon berichtet, wie seine Geschichten langsam, aber sicher durch Fernsehapparate ersetzt wurden, sammelt sich eine Menschentraube um ihn und die erwachsenen Frauen und Männer erkennen ihren alten Kamishibai-Mann wieder, dem sie als Kinder so gebannt zugehört haben. Sie jubeln, klatschen und fragen nach den altbekannten Geschichten. Jiichan dreht von nun an wieder seine Runde.

## Stil
Mit den bunten Illustrationen wirkt Says Buch selbst wie eine Art Kamishibai. Die liebevoll gemalten Aquarelle wechseln sich ab mit einem etwas skizzenhafteren Stil, der für die Rückblende von Jiichans Erzählung verwendet wird.

## Öffentliche Buchpräsentationen
Das Buch wurde beim Kinder- und Jugendprogramm des 16. Internationalen Literaturfestivals Berlin im September 2016 als internationale Premiere in Anwesenheit des Schriftstellers vorgestellt.